# برج میلبانک
برج میلبانک یک آسمان‌خراش واقع در شهر وست‌مینستر، بریتانیا می‌باشد. این برج که کاربری آن اداری می‌باشد در سال ۱۹۶۳ ساخته شده است و دارای ۱۱۸ متر ارتفاع می‌باشد.

## نگارخانه

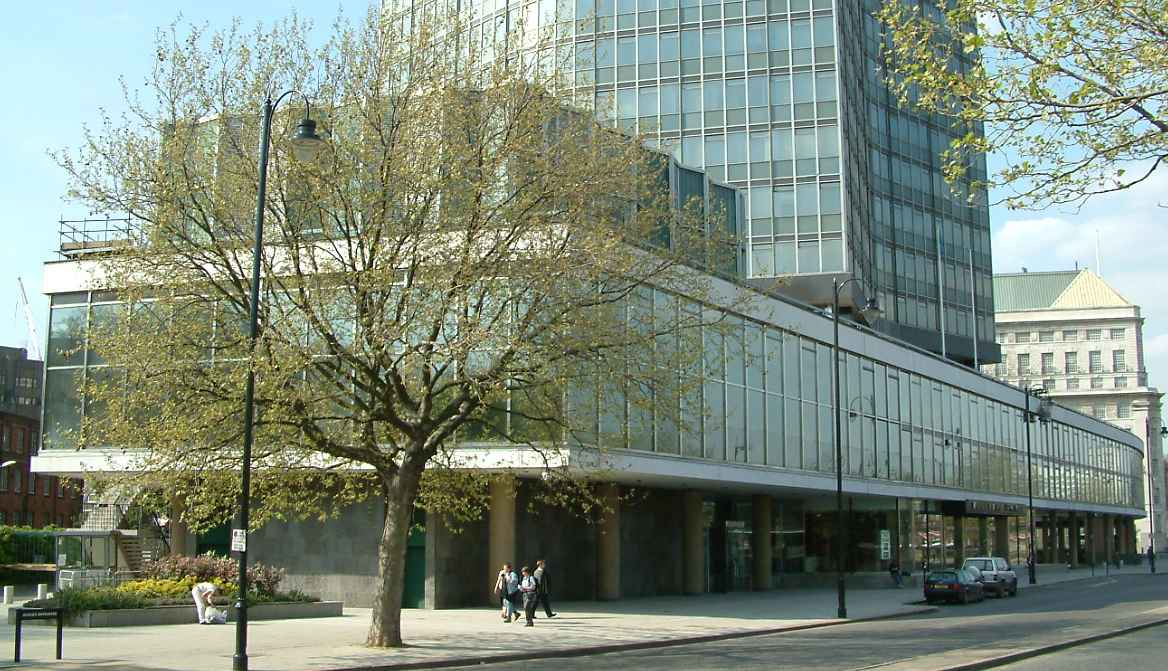
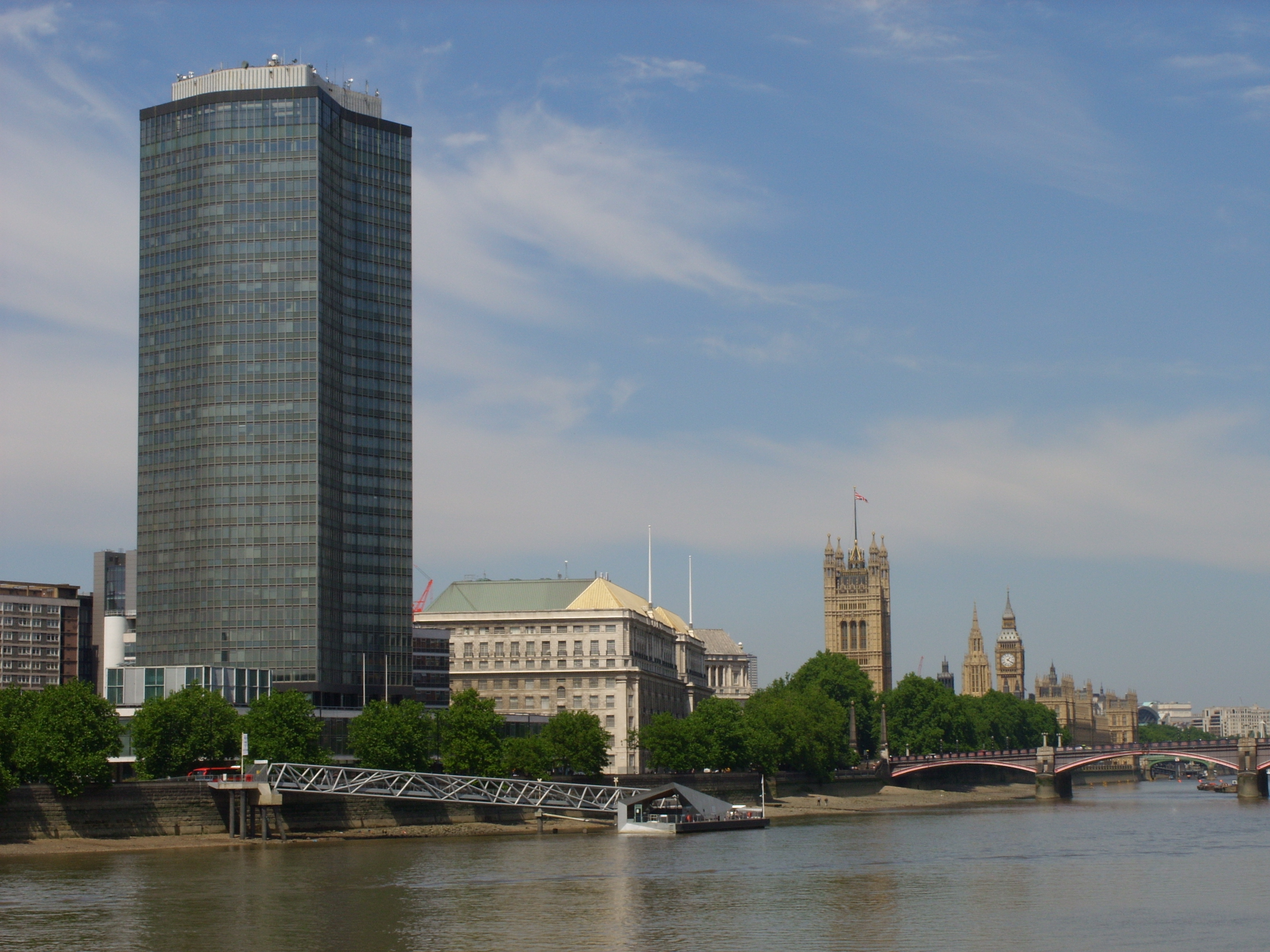
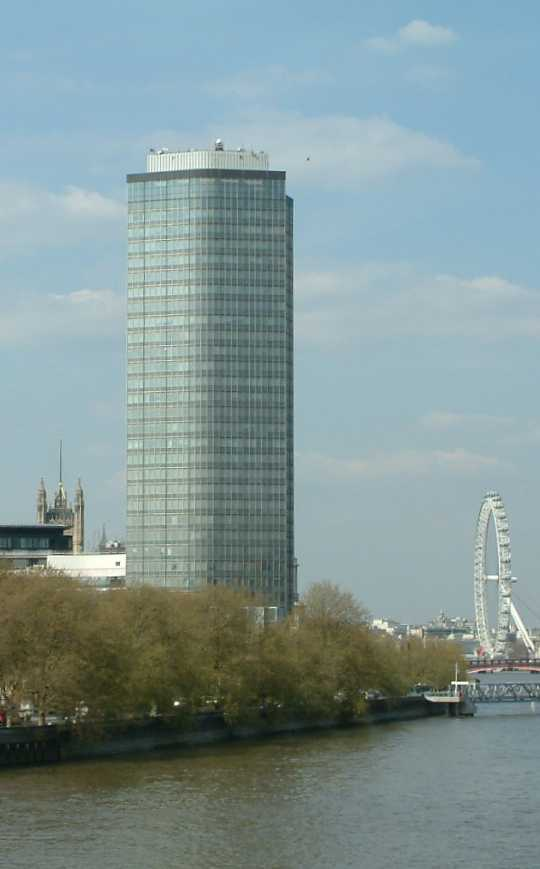